# Mündener Stapelrecht

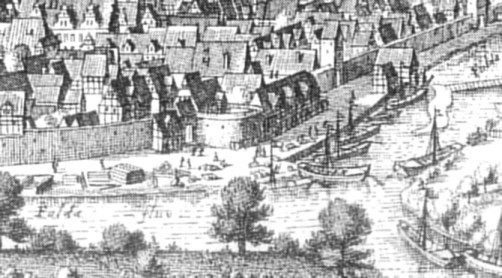
Schlagdbereich in Münden mit Schiffen und Waren auf einem Merian-Kupferstich um 1650 (Ausschnitt)

Das Mündener Stapelrecht war ein ab dem Jahr 1247 bestehendes Recht der Stadt Münden (im heutigen Niedersachsen) auf die Waren durchreisender Kaufleute auf den Flüssen Weser, Werra und Fulda. Die Waren mussten den Mündener Bürgern drei Tage lang zum Kauf angeboten werden. Das Stapelrecht in Münden gehört zu den ältesten urkundlich bezeugten Stapelrechten. Es verhalf dem Ort zu wirtschaftlicher Blüte, der nach der Aufhebung des Rechts 1823 seine Bedeutung als Warenumschlagsplatz allmählich verlor.

## Entstehung und Konflikte
Das im 12. Jahrhundert erstmals urkundlich erwähnte Münden entstand im Mündungsdreieck von Werra und Fulda zur Weser. Die Weserzuflüsse waren ab Wanfried (Werra) und Kassel (Fulda) schiffbar. Der nördlichste Punkt der Schifffahrt aus Münden  war Bremen. Münden unterstand im 13. Jahrhundert den Ludowingern unter dem Thüringer Landgrafen Heinrich Raspe IV. Nach seinem Tod auf der Wartburg im Jahr 1247, wodurch sein Geschlecht im Mannesstamm erlosch, kam die Stadt unter die Herrschaft des Braunschweiger Herzogs Otto I. Er verlieh Münden in einer Urkunde vom 7. März 1247 das Stapelrecht, damit die Stadt im Sinne von Wirtschaftsförderung „verbessert“ werde. Der Begriff Stapelrecht ist in der Urkunde von 1247, die als eine Fälschung aus dem Jahre 1319 betrachtet wird, allerdings nicht wörtlich enthalten. Durch das Privileg des Stapelrechts gelangte die Stadt zu Wohlstand. Er zeigt sich noch heute in vielen Gebäuden, wie dem Rathaus, der St. Blasius-Kirche sowie zahlreichen reich verzierten Fachwerkhäusern.
Streitigkeiten wegen des Mündener Stapelrechts waren im Mittelalter kaum zu verzeichnen. Erst im 16. Jahrhundert führte es zu Konflikten mit den hessischen Landgrafen, deren Untertanen beim Transport ihrer Waren weseraufwärts betroffen waren. Daraufhin erhob Landgraf Wilhelm IV. vor dem Reichskammergericht in Speyer 1578 Klage gegen Herzog Erich II. und die Stadt Münden. Der Prozess dauerte Jahrhunderte und war bis zur Auflösung des Gerichts 1806 nicht beendet. Zur Umgehung von Münden plante der hessische Landgraf Karl Ende des 17. Jahrhunderts eine Umschiffung über die Diemel und einen Kanal. Dadurch entstand Karlshafen als neue Hafenstadt an der Weser auf hessischem Gebiet. 1823 wurde das Mündener Stapelrecht durch die Weserschifffahrtsakte aufgehoben.

## Umfang und Güter

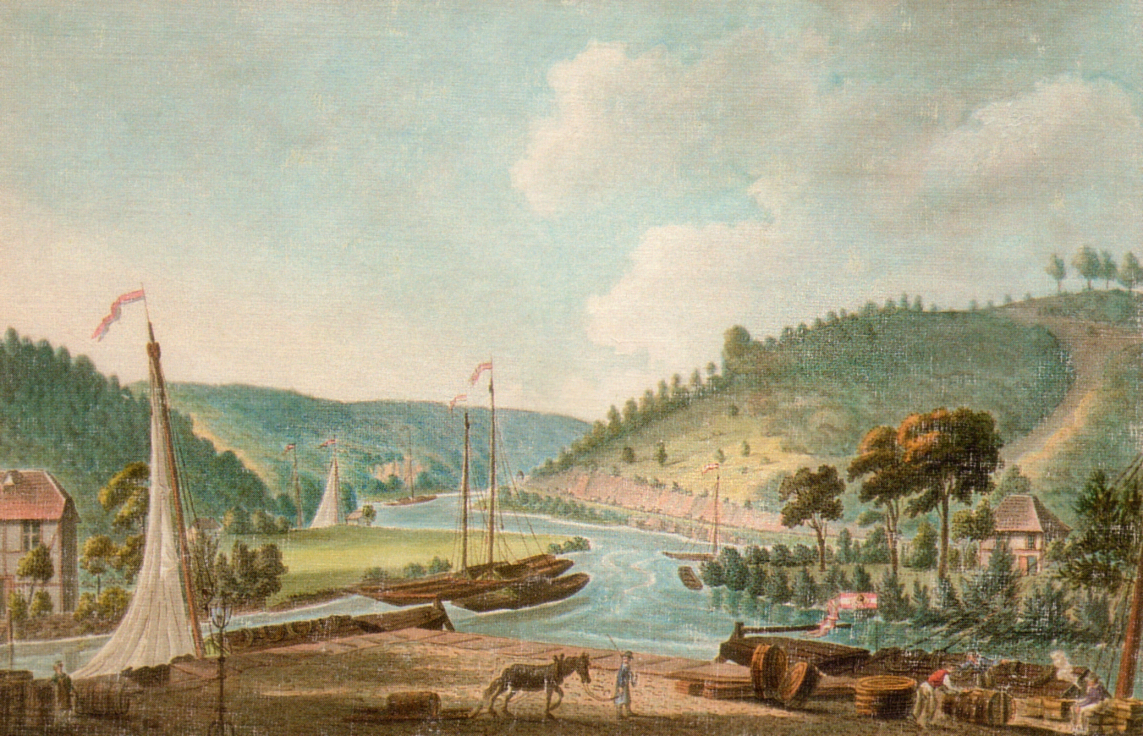
Hafen und Stapelplatz an der Schlagdspitze von Bremer und Wanfrieder Schlagd; im Hintergrund der Questenberg, 1792

Das Stapelrecht als Recht der Stadt Münden betraf alle fremden Waren, die auf dem Schifffahrtswege die Stadt passierten. Durchreisende Schiffer und Kaufleute mussten aufgrund einer Lade- und Löschverordnung ihre Waren drei Tage lang auf den Stapelplätzen an der Bremer, Kasseler oder Wanfrieder Schlag abladen, „stapeln“. Dort konnte der Warenumschlag überwacht werden. Die Waren waren den Bürgern zu ortsüblichen Preisen zum Kauf anzubieten. Teilweise konnte man sich durch Zahlung eines Stapelgeldes von der Stapelpflicht befreien. Zur Durchsetzung des Stapelrechts nutzten die Mündener natürliche Gegebenheiten der Flussläufe, wie die felsigen Untiefe des Werrahohls in der Werra, die zum Warenumschlag zwang. Schiffe mussten erst entladen werden und konnten die Werra nur unbeladen mit geringem Tiefgang passieren. Außerdem führten die Mündener durch bauliche Veränderungen, wie Wehre, den Schiffsverkehr näher an die Stadt heran, der damit besser kontrollierbar war.
Da Schiffer und Kaufleute aus Münden von der Stapelpflicht befreit waren, entwickelte sich der Fern- und Speditionshandel zum beherrschenden Geschäftszweig des Ortes. Der zunehmende Schiffsverkehr im 16. Jahrhundert führte um 1580 dazu, dass die Stadt die Uferränder von Werra und Fulda am westlichen sowie nördlichen Altstadtrand befestigte und zu Schlagden ausbaute. Für die Lagerung von Gütern auf den Schlagden erhob die Stadt ein sogenanntes Schlagdgeld.
Im 16. Jahrhundert war Münden durch den Weserhandel die wichtigste Handelsstadt bis Bremen. Nach dort gelangte vor allem Färberwaid aus Thüringen. Die in Münden umgeschlagenen Güter wurden in das Schlagdregister eingetragen. Dem Register zufolge gab es die Warengruppen Lebensmittel, Textilien, Leder, Chemikalien und Drogen, Holz, Metall und Erze sowie Glas- und Töpferwaren. Weserabwärts wurden Erzeugnisse des Hinterlandes, wie Textilien und Leinwand aus Hessen, Glaswaren, Töpfereiprodukte, Eisen, Schmelztiegel aus Großalmerode sowie Mühlsteine aus Münden transportiert. Weseraufwärts kamen vor allem Fisch, Butter, Käse, Talg, Seife und Leder nach Münden.
An das Stapelrecht erinnert noch heute der Brauch des alljährlich stattfindenden Mündener Stapelfestes. Es findet im historischen Rathaus Münden mit einem historischen Stapelmahl und einer Trunkzeit statt.